# Wittaya Madlam
Wittaya Madlam (thailändisch วิทยา หมัดหลำ, * 6. Oktober 1985 in Songkhla), auch als  Ya (thailändisch ยา) bekannt, ist ein thailändischer Fußballspieler.

## Karriere

### Verein
Wittaya Madlam erlernte das Fußballspielen bei der Schulmannschaft der Wat Suthiwararam School und in der Jugendmannschaft des Customs Department in Bangkok. Hier unterschrieb er 2006 auch seinen ersten Profivertrag. Nach 39 Spielen wechselte er 2009 zum damaligen Erstligisten Bangkok United. Hier stand er bis 2017 unter Vertrag und absolvierte 225 Spiele. 2018 wechselte er zum Ligakonkurrenten Bangkok Glass, ebenfalls in Bangkok ansässig. Zur Rückserie 2018 wurde er an den ebenfalls in der Thai League spielenden Nakhon Ratchasima FC ausgeliehen. 2019 kehrte er zu Bangkok Glass, die aus der Thai League in die Thai League 2 abgestiegen waren und sich in BG Pathum United FC umbenannt haben, zurück. Hier spielte er noch bis Mitte 2019. Nach der Hinserie 2019 wechselte er zum Erstligisten Chonburi FC in Chonburi. Nach Vertragsende in Chonburi schloss er sich 2020 den Zweitligisten MOF Customs United FC aus Bangkok an. Für die Customs absolvierte er vier Zweitligaspiele. Ende 2020 wurde sein Vertrag nicht verlängert.
Seit dem 1. Januar 2021 ist Madlam vertrags- und vereinslos.

### Nationalmannschaft
Wittaya Madlam spielte einmal für die |thailändische Nationalmannschaft. Er kam in einem  Freundschaftsspiel gegen Kamerun, das am 30. März 2015 in Bangkok im Rajamangala Stadium stattfand und mit 2:3 verloren wurde, zum Einsatz.